# Grant County (Kansas)
Grant County is een county in de Amerikaanse staat Kansas.
De county heeft een landoppervlakte van 1.489 km² en telt 7.909 inwoners (volkstelling 2000). De hoofdplaats is Ulysses.